# سنجاب پرنده غول‌پیکر خال‌دار
سنجاب پرنده غول‌پیکر خال‌دار (نام علمی: Petaurista elegans) نام یک گونه از سرده سنجاب‌های بندباز است.